# Tamar Zandberg
Tamar (Tami) Zandberg (Hebreeuws: תמר זנדברג) (Ramat Gan, 29 april 1976) is een Israëlische politica. Sinds 2013 is zij voor Meretz lid van de Knesset.
Zandberg studeerde sociale psychologie aan de Ben-Gurion Universiteit van de Negev en rechten aan de Universiteit van Tel Aviv.
In 2003 werd ze actief in Meretz. In 2008 werd ze in de gemeenteraad van Tel Aviv verkozen en begin 2013 in de 19e Knesset, gevolgd door de 20e Knesset begin 2015. In de huidige Knesset is zij voorzitter van de speciale commissie voor drugs- en alcoholmisbruik.

## Persoonlijk
Tamar Zandberg is de dochter van Esther Zandberg, een journaliste van Haaretz. Ze heeft een broer, Michael Zandberg, die 20 interlands heeft gespeeld voor het Israëlisch elftal. Ze is gescheiden en samen met haar dochter en huidige partner Uri Zaki in Tel Aviv woonachtig.
- Gemeinsame Normdatei: 1174075783
- International Standard Name Identifier: 0000 0004 0235 7388
- Nationale Bibliotheek van Israël: 987007298714705171
- Virtual International Authority File: 297986893
- WorldCat: E39PBJymygDgQwHyKfHWGvWVYP